# John Green (scrittore)
John Michael Green (Indianapolis, 24 agosto 1977) è uno scrittore, youtuber e critico letterario statunitense, vincitore nel 2006 del Micheal L. Printz dall'American Library Association per il suo primo romanzo Cercando Alaska e primo classificato nella New York Times bestseller list del gennaio 2012 grazie al suo penultimo, Colpa delle stelle.

## Biografia
Green nasce ad Indianapolis. L'autore ha vissuto a East Lansing nella contea, Birmingham (in Alabama), Orlando, Chicago e a New York, per poi frequentare la Indian Springs School, un collegio e scuola diurna  in Alabama. Si diploma al Kenyon College nel 2000 specializzandosi in Inglese e Studi religiosi.
Dopo aver lasciato l'università, Green passa cinque mesi lavorando come cappellano in un ospedale infantile per poi iscriversi alla University of Chicago Divinity School, che però non frequenterà. La sua esperienza lavorativa con bambini affetti da malattie mortali lo ispirerà in seguito a scrivere Colpa delle stelle.
Green vive per svariati anni a Chicago, lavorando per il giornale Booklist come assistente editoriale di recensioni letterarie e production editor, mentre scrive Cercando Alaska. Durante il suo soggiorno a Chicago, recensisce centinaia di libri, in particolare di narrativa, sull'Islam o gemelli siamesi. Inoltre scrive recensioni di libri per il The New York Times Book Review e scrive per il National Public Radio's All Things Considered e per WBEZ, una stazione radiofonica pubblica di Chicago. Green si trasferisce poi a New York, dove vive per due anni mentre la moglie frequenta una scuola di specializzazione.

## Attività da scrittore
Il primo romanzo di Green, Cercando Alaska, è stato pubblicato in America dalla Dutton Children's book nel 2005, mentre in Italia da Rizzoli nel 2009. La storia è ispirata alle esperienze dell'autore all'Indian Springs School ed è infatti incentrata su scuola e amore tra adolescenti. Per tale scritto Green ha vinto l'annuale Michael L. Printz Award dall'American Library Association, assegnato al libro scritto per adolescenti migliore dell'anno e basato interamente su merito letterario. Il libro è inoltre entrato a far parte della top ten dell'annuale lista dei Migliori Libri per Giovani Adulti, redatta da ALA.
Dato il grande successo si è pensato inizialmente di farne un film: sono stati venduti i diritti alla Paramount nel 2005 che ha dato il compito a Josh Schwartz, produttore di The O.C., di farne un adattamento per il grande schermo. Cinque anni dopo però Green dichiara ai fan che, nonostante abbia "amato disperatamente" la sceneggiatura, sembra oramai che la Paramount non sia più interessata. Ciò nonostante, le vendite di Cercando Alaska hanno continuato ad aumentare e Green ha comunque mostrato contrastanti sentimenti riguardo ad un possibile adattamento cinematografico. Nel 2012 il romanzo ha raggiunto primo posto della New York Times best seller list per tascabili dei bambini.
Il secondo romanzo di Green, Teorema Catherine (pubblicata da Dutton nel 2006 in America e nel 2008 da Rizzoli in Italia) è stato finalista sia per il Printz Award che per il Los Angeles Times Book Award.
Il terzo romanzo dell'autore americano Città di carta è stato pubblicato nell'ottobre 2008 e un anno dopo in Italia, sempre a cura di Rizzoli. In America ha debuttato alla posizione numero 5 della lista dei bestseller di libri per bambini del New York e i diritti cinematografici sono stati opzionati dalla Mandate Pictures and Mr.Mudd che ha assunto lo stesso autore per scrivere la sceneggiatura. Ad un anno dalla pubblicazione il libro ha ottenuto l'Edgar Award per il migliore romanzo per giovani adulti e nel 2010 il Corine Literature Prize.
Green e David Levithan, un altro giovane scrittore ed amico, hanno collaborato per la stesura del romanzo Will Grayson, Will Grayson finalista per due degli annuali ALA Awards, per lo Stonewall Book Award e per l'Odyssey Award per l'eccellenza nella produzione dell'audiobook. Green è in seguito apparso nel 61º episodio di Smart Mouths Podcast per discutere del romanzo.
Nel 2009 Green annuncia di aver incominciato a scrivere un libro intitolato The Sequel che sarebbe stato pubblicato nel 2011. Successivamente però annuncia in un BlogTv show di aver scartato l'idea.
The Sequel è stato successivamente ripreso dall'autore che, come ha spiegato durante uno show live su YouTube, ne ha rielaborato alcune parti per poi inserirle nel suo quinto romanzo, Colpa delle stelle. Tutta la prima edizione, 150 000 copie, è stata venduta e Green ha autografato ogni copia. Sua moglie e il fratello hanno inoltre collaborato al processo facendo su ogni copia i loro simboli, rispettivamente uno yeti e un pesce chiamato rana pescatrice (in inglese anglerfish, chiamata Hanklerfish dal nome del fratello Hank). Colpa delle stelle è entrato alla prima posizione della lista dei bestseller dei libri per ragazzi del New York Times sia di gennaio sia di febbraio.
Nel 2017 è stato pubblicato Tartarughe all'infinito (Turtles All The Way Down), il suo nuovo romanzo. Subito dopo l'uscita, Green ha annunciato che il libro avrà un adattamento cinematografico.

## Attività online

### Vlogbrothers

#### Brotherhood Project 2.0
John Green e suo fratello Hank gestivano un progetto video blog chiamato Brotherhood 2.0. Iniziò il 1º dicembre 2007 con la premessa che i due fratelli per un anno avrebbero utilizzato come mezzi di comunicazione solo tramite video blog, resi accessibili al pubblico tramite YouTube ( Vlogbrothers) e il loro sito internet Brotherhood 2.0.

#### Vlogbrothers dopo Brotherhood 2.0
Nonostante l'esperienza di Brotherhood 2.0 fosse finita, i due fratelli hanno rivelato la loro decisione di voler continuare il progetto creando così il sito nerdfighters.com per i fan. Il duo ha inoltre creato un sotto-progetto di Vlogbrothers chiamato Truth or Fail, un game show che viene più frequentemente ospitato da Hank, oltre ad una varietà di host ospiti. Per un periodo John Green è stato sostituito dall'acclamato autore Maureen Johnson, poiché Green doveva occuparsi del figlio in arrivo. Quest'ultimo, Henry, è stato presentato al fandom il 15 febbraio 2010.
A partire dal 2012, Green e suo fratello hanno iniziato una serie di video di formazione dal titolo Crash Course. Tra gennaio e novembre del 2012, John ha insegnato storia, e suo fratello ha insegnato biologia. Nel novembre del 2012, John e Hank hanno cominciato ad insegnare in due nuovi corsi, rispettivamente letteratura ed ecologia e  a seguito storia americana e chimica.

### VidCon
Vidcon è una conferenza annuale dedicata ai video online ed è stata creata dai Green come risposta alla crescita della comunità dei video online.
L'evento ospita molti popolari utenti di YouTube e molti loro fan, e mette a loro disposizione lo spazio per interagire. L'evento contiene inoltre una conferenza legata all'industria dei video online per uomini di lavoro e non solo.
Il primo VidCon è stato organizzato nel luglio 2010.

### Project for Awesome
Nel 2007 John e Hank hanno presentato il loro progetto di beneficenza Project for Awesome, progetto nel quale gli utenti di YouTube creano video per promuovere organizzazioni di beneficenza e nonprofit a loro scelta. Solitamente l'evento si svolge nei giorni 17 e 18 di dicembre.

## Vita privata
Attualmente, Green vive ad Indianapolis con la moglie Sarah, i figli Henry e Alice e il suo cane Willy, un West Highland White Terrier (nome completo: Fireball Wilson Roberts). 
Durante il ritrovo live su Google+ dell'autore con il Presidente Barack Obama del 14 febbraio 2012, Green ha annunciato l'arrivo di un secondo figlio chiedendo al presidente come dovesse chiamare la figlia, se Eleanor o Alice. Il presidente non ha risposto alla domanda, ma ha detto a Green di ricordare alla figlia di non dimenticarsi di essere meravigliosa ("don't forget to be awesome"; una parafrasi dello slogan dei Vlogbrothers), con sorpresa dello stesso Green e della moglie.

## Libri
Romanzi
- Cercando Alaska (Looking for Alaska) (2005)
- Teorema Catherine (An Abundance of Katherines) (2006)
- Città di carta (Paper Towns) (2008)
- Let It Snow: Innamorarsi sotto la neve (Let It Snow: Three Holiday Romances) - con Maureen Johnson e Lauren Myracle (2008)
- Will ti presento Will (Will Grayson, Will Grayson) - con David Levithan (2010)
- Colpa delle stelle (The Fault in Our Stars) (2012)
- Tartarughe all'Infinito (Turtles All The Way Down) (2017)
- Benvenuti nell'antropocene (The Anthropocene Reviewed: Essays on a Human-Centered Planet) (2021)

Racconti
- The Approximate Cost of Loving Caroline
- The Great American Morp
- Freak the Geek
- Reasons - What You Wish For
- Double on Call and Other Short Stories

Altri
- Thisisnottom (Un romanzo interattivo nascosto dietro vari enigmi)
- Zombicorns (Una novella zombie con licenza Creative Commons in linea)
- The War for Banks Island (Un sequel di Zombicorns donato via email alle persone che hanno donato via P4A)
- The Sequel (Un romanzo non concluso di cui molto è stato rielaborato in Colpa delle Stelle; le prime 6.000 parole sono disponibili via email per i donatori di P4A)